# ФК «Сокол-ПЖД» в сезоне 1996
Сезон 1996 года стал для ФК «Сокол-ПЖД» пятым в его истории выступлений в чемпионате России по футболу.
.

## Команда 1996

### Состав команды
- Список игроков, основного состава футбольного клуба «Сокол-ПЖД» Саратов в сезоне 1996 года[2][3].

| №             | Игрок                | Гражданство             | Дата рождения    | Игры (Ч) | Голы (Ч) | Игры (К) | Голы (К) |
| Вратари       | Вратари              | Вратари                 | Вратари          | Вратари  | Вратари  | Вратари  | Вратари  |
| ------------- | -------------------- | ----------------------- | ---------------- | -------- | -------- | -------- | -------- |
|               | Вячеслав Звягин      | Флаг России             | 19 февраля 1971  | 1        | 0        | —        | —        |
|               | Констанин Оленёв     | Флаг России             | 11 сентября 1961 | 26       | -32      | —        | —        |
|               | Сергей Павлов        | Флаг России             | 10 февраля 1962  | 17       | -17      | 1        | -2       |
| Защитники     |                      |                         |                  |          |          |          |          |
|               | Сергей Иванов        | Флаг России             | 27 января 1970   | 38       | —        | 1        | —        |
|               | Сергей Растегаев     | Флаг России             | 29 января 1972   | 42       | 2        | 1        | —        |
|               | Сергей Соловьёв      | Флаг Украины            | 7 марта 1971     | 32       | 1        | 1        | —        |
|               | Дмитрий Максимов     | Флаг России             | 29 марта 1967    | 23       | 1        | 1        | —        |
|               | Владимир Масленников | Флаг России             | 22 апреля 1968   | 27       | 1        | 1        | —        |
|               | Дени Гайсумов        | Флаг Азербайджана       | 6 февраля 1968   | 32       | 1        | 1        | —        |
|               | Александр Куров      | Флаг России             | 2 февраля 1976   | 2        | —        | —        | —        |
|               | Константин Ромашов   | Флаг России             | 17 апреля 1976   | 4        | —        | —        | —        |
|               | Василий Сторчак      | Флаг Украины            | 21 июня 1965     | 20       | —        | —        | —        |
| Полузащитники |                      |                         |                  |          |          |          |          |
|               | Леонид Маркевич      | Флаг России             | 15 августа 1973  | 39       | 10       | 1        | —        |
|               | Олег Бакурский       | Флаг России             | 30 мая 1975      | 34       | —        | 1        | 1        |
|               | Дмитрий Плотников    | Флаг России             | 22 февраля 1973  | 41       | 3        | —        | —        |
|               | Игорь Куракин        | Флаг России             | 9 апреля 1963    | 35       | 4        | 1        | —        |
|               | Владимир Семёнов     | Флаг России             | 24 июня 1972     | 39       | 3        | 1        | —        |
|               | Паата Беришвили      | Флаг России             | 30 сентября 1973 | 16       | —        | —        | —        |
|               | Равиль Монасипов     | Флаг России             | 27 мая 1967      | 5        | —        | —        | —        |
|               | Алексей Токарев      | Флаг России             | 30 ноября 1975   | 10       | —        | —        | —        |
| Нападающие    |                      |                         |                  |          |          |          |          |
|               | Теймураз Гаделия     | Флаг Грузии (1990—2004) | 2 февраля 1974   | 19       | 2        | —        | —        |
|               | Владимир Васин       | Флаг России             | 17 января 1976   | 3        | —        | —        | —        |
|               | Дмитрий Вязьмикин    | Флаг России             | 27 сентября 1972 | 17       | 8        | 1        | —        |
|               | Карапет Микаелян     | Флаг Армении            | 27 сентября 1969 | 38       | 20       | 1        | —        |
|               | Максим Шацких        | Флаг Узбекистана        | 30 августа 1978  | 12       | —        | 1        | —        |

## Первая лига ПФЛ 1996
Основная статья: Первая лига ПФЛ 1996

### Результаты матчей
| 7 апреля 1996 1-й тур | Сокол-ПЖД       | 2:0 (1:0)   | Мет. Красноярск | Саратов                                                    |
| | Вязьмикин 18 47 | [ 4 ] [ 5 ] |                 | Стадион: Сокол, +8 Зрителей: 7000 Судья: Гамеев (Протвино) |
| Сокол-ПЖД: Оленев, С. Соловьёв, Максимов (Плотников, 46), Микаелян, С. Иванов, Растегаев, Куракин (В. Масленников), В. Семёнов, Маркевич (Шацких, 75), Монасипов, Вязьмикин Мет. Красноярск: Шпаков, С. Кузьмин, Терешонок, Момотов (Тузиков, 46), Новик, Бакшеев (Куколевич, 71), Банщиков (Антоненков, 75), Кашко, Вишнеков, Солодков, Алексеев |                 |             |                 |                                                            |

| 10 апреля 1996 2-й тур | Сокол-ПЖД | 2:1   | Заря Л-К. |                 |
|                        |           | [ 4 ] |           | Зрителей: 5.000 |

| 16 апреля 1996 3-й тур | Л. Чита | 1:4   | Сокол-ПЖД |                 |
|                        |         | [ 4 ] |           | Зрителей: 6.500 |

| 19 апреля 1996 4-й тур | Звезда Иркутск | 2:0   | Сокол-ПЖД |                 |
|                        |                | [ 4 ] |           | Зрителей: 3.000 |

| 25 апреля 1996 5-й тур | Сокол-ПЖД | 1:0   | Океан Находка |                 |
|                        |           | [ 4 ] |               | Зрителей: 6.000 |

| 28 апреля 1996 6-й тур | Сокол-ПЖД | 2:0   | Луч |                 |
|                        |           | [ 4 ] |     | Зрителей: 5.000 |

| 6 мая 1996 7-й тур | Газовик-Газпром | 2:0   | Сокол-ПЖД |                 |
|                    |                 | [ 4 ] |           | Зрителей: 6.000 |

| 9 мая 1996 8-й тур | Нефтехимик | 0:0   | Сокол-ПЖД |                 |
|                    |            | [ 4 ] |           | Зрителей: 3.000 |

| 16 мая 1996 9-й тур | Сокол-ПЖД | 1:1   | Локомотив С-Пб |                 |
|                     |           | [ 4 ] |                | Зрителей: 7.000 |

| 19 мая 1996 10-й тур | Сокол-ПЖД                   | 2:1 (0:0) | Шинник Ярославль | Саратов                                                              |
| | Растегаев, 56 Вязьмикин, 62 | [ 6 ]     | Яшкин, 46        | Стадион: "Сокол" 27 градусов Зрителей: 5000 Судья: Волнин (Владимир) |
| Сокол-ПЖД: Оленев, С. Соловьев, Сторчак, Бакурский (Куракин, 54), С. Иванов, Растегаев, Плотников, Семенов, Маркевич (Масленников, 87), Микаелян, Вязьмикин (Шацких, 89) Шинник Ярославль: Гутеев, Потехин, Соловцов, Путилин, Мартынов, Казалов, Г. Гришин, Голиков (Рудаков, 76), Макаров (Гальянов, 66), Яшкин (Трофимов, 80), Бычков |                             |           |                  |                                                                      |

| 25 мая 1996 11-й тур | Динамо Ставр. | 2:1   | Сокол-ПЖД |                 |
|                      |               | [ 4 ] |           | Зрителей: 4.000 |

| 28 мая 1996 12-й тур | Спартак Нч                            | 2:1 (0:0) | Сокол-ПЖД                | Нальчик                                                                                                   |
| | Заруцкий, 47 - с пенальти Киримов, 65 | [ 7 ]     | Куракин, 89 - с пенальти | Стадион: Республиканский стадион "Спартак" 25 градусов Зрителей: 11 000 Судья: Лапочкин (Санкт-Петербург) |
| Спартак Нч: Кращенко, Пономарев (Шипшев, 67), Газданов, Наршауов, Кагермазов, Алчагиров, Киримов, Лобаденко (Мизов, 82), Романов, Заруцкий, Гоплачев (Дзоблаев, 10) Сокол-ПЖД: Оленев, Соловьев, Плотников, Масленников, Иванов, Растегаев, Куракин, Семенов, Маркевич, Бакурский, Вязьмикин |                                       |           |                          | |

| 8 июня 1996 14-й тур | Сокол-ПЖД | 0:0   | Сатурн Раменское |                 |
|                      |           | [ 4 ] |                  | Зрителей: 7.000 |

| 14 июня 1996 15-й тур | Дружба Майкоп | 3:0   | Сокол-ПЖД |                 |
|                       |               | [ 4 ] |           | Зрителей: 4.000 |

| 17 июня 1996 16-й тур | Кубань | 4:2   | Сокол-ПЖД |                 |
|                       |        | [ 4 ] |           | Зрителей: 4.000 |

| 23 июня 1996 17-й тур | Сокол-ПЖД | 2:1   | Факел Воронеж |                 |
|                       |           | [ 4 ] |               | Зрителей: 5.000 |

| 4 июля 1996 19-й тур | Сокол-ПЖД   | 1:1 (1:0) | Торпедо Волжский | Саратов                                                        |
| | Куракин, 42 | [ 4 ]     | Пискунов, 90     | Стадион: "Локомотив". 5000 зрителей 23 градуса Зрителей: 5.000 |
| Сокол-ПЖД: Оленев, Соловьев, Гайсумов, Плотников, Максимов, Растегаев, Куракин (Масленников, 88), Семенов, Маркович (Сторчак, 85), Микаелян, Вязьмикин (Бакурский, 46) Торпедо Волжский: Чиненов, Белов, Чумаченко, Бородин, Большаков, Умурзаков, Еременко (Мурнов, 85). Годунок (Шашков, 68), Пискунов, Аксенов, Суетов (Дуров, 80) |             |           |                  |                                                                |

| 7 июля 1996 20-й тур | Сокол-ПЖД    | 1:3 (1:1) | Уралан                                             | Саратов                                                                    |
|                      | Маркович, 30 | [ 8 ]     | Грицына, 32 Муликов, 74 - с пенальти Тутиченко, 78 | Стадион: "Локомотив" 31 градус Зрителей: 5000 Судья: Кузьменко (Хабаровск) |

| 13 июля 1996 21-й тур | Чкаловец                  | 2:1 (0:0) | Сокол-ПЖД    | Новосибирск                                                           |
| | Пименов, 66 Вылежанин, 87 | [ 9 ]     | Соловьев, 71 | Стадион: "Спартак" 27 градусов Зрителей: 7000 Судья: Жафяров (Москва) |
| Чкаловец: Писанко, Бандурин, Федоров, Романов (Сидоров, 60), Мурыгин, Кучин (Щербаков, 76), Вылежанин, Обгольц (Исаев, 58), Галкин, Пименов, Мельников Сокол-ПЖД: Оленев, Соловьев, Гайсумов, Микаелян, Растегаев, Куракин (Масленников, 76), Семенов, Маркевич, Бакурский (Плотников, 46), Иванов, Максимов |                           |           |              |                                                                       |

| 16 июля 1996 22-й тур | Динамо-Газовик | 1:0   | Сокол-ПЖД |                 |
|                       |                | [ 4 ] |           | Зрителей: 3.000 |

| 28 июля 1996 23-й тур | Мет. Красноярск      | 2:2 (2:1) | Сокол-ПЖД                 | Красноярск                                                                      |
| | Куга, 15 Тузиков. 34 | [ 10 ]    | Маркевич, 11 Микаелян. 61 | Стадион: Центральный стадион 30 градусов Зрителей: 4000 Судья: Геселев (Москва) |
| Мет. Красноярск: Шпаков, Кузьмин, Новик, Момотов (Терешонок, 74), Тузиков, Куга, Куколевич, Добрычев (Кошко, 68), Белохонов, Солодков (Бакшеев, 66) Алексеев Сокол-ПЖД: Оленев, Соловьев, Гайсумов, Масленников, Иванов, Растегавв (Ромашов. 87), Куракин (Максимов, 78), Семенов, Маркевич (Бакурский, 65), Плотников, Микаелян |                      |           |                           |                                                                                 |

| 31 июля 1996 24-й тур | Заря Л-К.                             | 3:0 (3:0) | Сокол-ПЖД | Ленинск-Кузнецкий                                                    |
| | Смертин, 27 28 Яркин, 33 - с пенальти | [ 11 ]    |           | Стадион: "Шахтер" 30 градусов Зрителей: 5500 Судья: Кожухов (Москва) |
| Заря Л-К.: Морев, Янотовский, Барышев, Мусин (Ожигов, 67), Виноградов, Смертин, Богачев (Бычковский, 76), Дзюбенко, Яркин, Кормильцев (Куксов, 55), Топоров Сокол-ПЖД: Оленев, Ромашов, Гайсумов, Масленников, Иванов, Растегаев, Куракин, Семенов, Маркевич (Бакурский, 43), Плотников (Максимов, 46), Микаелян |                                       |           |           |                                                                      |

| 6 августа 1996 25-й тур | Сокол-ПЖД       | 2:0 (0:0) | Л. Чита | Саратов                                                                |
| | Микаелян, 66 85 | [ 12 ]    |         | Стадион: "Сокол" 30 градусов Зрителей: 3000 Судья: Радомский (Воронеж) |
| Сокол-ПЖД: Павлов. Соловьев, Гайсумов, Масленников, Иванов, Растегаев, Токарев (Куракин, 80), Семенов (Плотников, 65), Гаделия (Максимов, 70), Беришвили, Микаелян Л. Чита: Кравцов, Неровный, Недорезов, Попов, Нагибин, Рябуха, Стороженко (Крейсман, 78), Алхимов, Кварацхелия (Поляков, 65), Галимов, Шемигон (Истомин, 65) |                 |           |         |                                                                        |

| 9 августа 1996 26-й тур | Сокол-ПЖД    | 1:1 (1:0) | Звезда Иркутск | Саратов                                                          |
| | Маркович, 20 | [ 4 ]     | Садовников, 58 | Стадион: "Сокол" 17 градусов Зрителей: 3000 Судья: Гарт (Москва) |
| Сокол-ПЖД: Павлов, Соловьев, Гайсумов, Масленников (Плотников, 55), С.Иванов, Растегаев (Сторчак, 68), Беришвили (Бакурский, 68), Семенов, Маркевич, Гаделия, Микаелян Звезда Иркутск: А.Иванов, Тимощук, Яковлев, Толмачев, Садовников, Лыженков, Фатин (Бондарь, 70), Грига, Рудаков, Степанов, Миллер (Короленко, 35) |              |           |                |                                                                  |

| 15 августа 1996 27-й тур | Океан Находка | 0:0    | Сокол-ПЖД | Находка                                                              |
| |               | [ 13 ] |           | Стадион: "Водник" 28 градусов Зрителей: 3200 Судья: Гусев (Тобольск) |
| Океан Находка: Иваненко, Куркин (Рябов, 50), Витютнев, Епураш, Лущан, Пантин, Манагадзе, Лузякин, Порчхидзе (Музыка, 52), Цикаришвили, Сафонов Сокол-ПЖД: Павлов, Соловьев, Гайсумов, Сторчак, Иванов, Растегаев, Семенов (Плотников, 46), Маркович (Максимов, 90), Токарев (Гаделия, 59), Беришвили, Микаелян |               |        |           |                                                                      |

| 18 августа 1996 28-й тур | Луч             | 2:1 (2:0) | Сокол-ПЖД     | Владивосток                                                                 |
| | Энделадзе, 4 37 | [ 14 ]    | Плотников. 89 | Стадион: "Динамо" 28 градусов Зрителей: 6000 Судья: Клепиков (Екатеринбург) |
| Луч: Бересский, Войтюк, Емельянов, Перминов, Чхаберидзе, Георгобиани, Энделадзе, Винник (Восканов, 62), Нозадзе, Шпирюк (Русляков, 74), Шкилов (Дубовик, 1) Сокол-ПЖД: Павлов, Соловьев, Гайсумов, Сторчак, Иванов, Растегаев (Максимов, 43), Плотников, Гаделия, Маркович (Токарев, 45), Беришвили (Бакурский, 83), Микаелян |                 |           |               |                                                                             |

| 25 августа 1996 29-й тур | Сокол-ПЖД                       | 3:0 (1:0) | Газовик-Газпром | Саратов                                                               |
| | Микаелян, 38 - с пенальти 73 76 | [ 4 ]     |                 | Стадион: "Сокол" 22 градуса Зрителей: 5000 Судья: Стипиди (Краснодар) |
| Сокол-ПЖД: Павлов, Плотников, Гайсумов, Сторчак, С. Иванов, Растегаев (Максимов, 83), Гаделия (Куракин, 66), Семенов, Маркевич, Беришвили, Микаелян (Васин, 85) Газовик-Газпром: Чекмарев, Завадский, Плетнев (Тризна, 65), Захаров, Боровик, Андреев (Нежелев, 46), Горьков, Зекох (Мочуляк, 78), Глухих, Вязьмикин, Давидович |                                 |           |                 |                                                                       |

| 28 августа 1996 30-й тур | Сокол-ПЖД | 1:0   | Нефтехимик |                 |
|                          |           | [ 4 ] |            | Зрителей: 4.000 |

| 3 сентября 1996 31-й тур | Локомотив С-Пб | 0:2   | Сокол-ПЖД |               |
|                          |                | [ 4 ] |           | Зрителей: 200 |

| 6 сентября 1996 32-й тур | Шинник Ярославль | 3:1   | Сокол-ПЖД |                 |
|                          |                  | [ 4 ] |           | Зрителей: 5.000 |

| 13 сентября 1996 33-й тур | Сокол-ПЖД | 4:1   | Динамо Ставр. |                 |
|                           |           | [ 4 ] |               | Зрителей: 5.000 |

| 16 сентября 1996 34-й тур | Сокол-ПЖД | 3:1   | Спартак Нч |                 |
|                           |           | [ 4 ] |            | Зрителей: 5.000 |

| 25 сентября 1996 36-й тур | Сатурн Раменское | 3:0   | Сокол-ПЖД |                 |
|                           |                  | [ 4 ] |           | Зрителей: 4.000 |

| 2 октября 1996 37-й тур | Сокол-ПЖД | 2:0   | Дружба Майкоп |                 |
|                         |           | [ 4 ] |               | Зрителей: 4.000 |

| 5 октября 1996 38-й тур | Сокол-ПЖД                   | 3:1 (0:0) | Кубань       | Саратов                                                                      |
| | Семенов, 52 Маркевич, 63 79 | [ 15 ]    | Шушляков, 58 | Стадион: "Локомотив" 14 градусов Зрителей: 4.000 Судья: Трубников (Волжский) |
| Сокол-ПЖД: Оленев, Маркович, Максимов, Масленников, Иванов, Растегаев (Куров, 87), Куракин (Токарев, 76), Семенов, Гаделия, Д.Плотников, Бакурский (Беришвили, 74) Кубань: Кляшторный, Ролевич, Пирогов, Денисов, С.Лысенко, Богданов (Пискун, 50), Туренко, Служителев (Великодный, 65), Саркисов, Дышеков (Клочков, 80), Шушляков |                             |           |              |                                                                              |

| 12 октября 1996 39-й тур | Факел Воронеж | 0:0    | Сокол-ПЖД | Воронеж                                                                                  |
| |               | [ 16 ] |           | Стадион: Центральный стадион профсоюзов 16 градусов Зрителей: 13 000 Судья: Синер (Омск) |
| Факел Воронеж: Городов, А. Морозов, Бескровный, Чуриков, Прохоров, О. Морозов, Волгин (Неучев, 79), Зинич, Степин (Зубчук, 61), Семин, Кудряиюв (Юдин, 46) Сокол-ПЖД: Оленев, Маркович, Гайсумов, Масленников, Иванов, Растегаев, Токарев (Микаелян, 46), Семенов, Гаделия, Плотников, Максимов (Бакурский, 70) |               |        |           |                                                                                          |

| 22 октября 1996 41-й тур | Торпедо Волжский       | 2:0 (2:0) | Сокол-ПЖД | Волжский                                                                         |
| | Умурзаков. 22 Дуров 41 | [ 17 ]    |           | Стадион: Стадион им Логинова 15 градусов Зрителей: 700 Судья: Рощин (Кисловодск) |
| Торпедо Волжский: Чиненов Суетов, Чумаченко (Мурнов, 46) Сальников, Майборода, Умурзаков, Еременко (Басько, 82), Годунок (Забелин, 89), Пискунов, Аксенов, Дуров Сокол-ПЖД: Оленев, Маркович (Гаделия, 52), Максимов, Масленников, Иванов, Растегаев, Куракин (Токарев, 81) Семенов, Беришвили, Плотников Микаелян |                        |           |           |                                                                                  |

| 25 октября 1996 42-й тур | Уралан | 0:1 (0:0) | Сокол-ПЖД    | Элиста                                                                     |
| |        | [ 4 ]     | Микаелян, 67 | Стадион: "Спартак" 6 градусов Зрителей: 5000 Судья: Макаров (Великие Луки) |
| Уралан: Тарахтий, Мархиев, Муликов, Бутханов, Кирюхин, Грачев (Богданов, 46), Тутиченко (Редушко, 73), Ковалюк, Гребеньков, Ястребинский, Грицына Сокол-ПЖД: Оленев, Маркович, Максимов, Соловьев, Иванов, Растегаев, Куракин, Бакурский (Беришвили, 69), Гаделия, Плотников, Микаелян |        |           |              |                                                                            |

| 30 октября 1996 43-й тур | Сокол-ПЖД                                 | 4:0 (1:0) | Чкаловец | Саратов                                                                    |
| | Маркевич, 36 Маркович, 71 Микаелян, 80 90 | [ 18 ]    |          | Стадион: "Локомотив" 5 градусов Зрителей: 4000 Судья: Некрасов (Чебоксары) |
| Сокол-ПЖД: Оленев (Звягин, 82), Маркевич, Максимов, Соловьев, С.Иванов, Бакурский (Беришвили, 77), Куракин (Растегаев, 70), Семенов, Гаделия, Плотников, Микаелян Чкаловец: Писанко, Коротков, Начкебия (Мельников, 73), Федоров, Романов, Пинчук, Жемчужников, Вылежанин, Обгольц, Галкин, Никулин (А.Исаев, 80) |                                           |           |          |                                                                            |

| 2 ноября 1996 44-й тур | Сокол-ПЖД | 0:2 (0:1) | Динамо-Газовик         | Саратов                                                               |
| |           | [ 19 ]    | Княжев, 4 Призетко, 63 | Стадион: "Локомотив" 0 градусов Зрителей: 4000 Судья: Костин (Москва) |
| Сокол-ПЖД: Оленев, Маркевич, Максимов, С.Соловьев (Ромашов, 79). С. Иванов, Растегаев (Куракин, 53), Бакурский (Беришвили, 79), Семенов, Гаделия, Плотников, Микаелян Динамо-Газовик: О.Масленников, Варламов (Бурдинский, 34), Татарчук, Жиров, Жуков, Бессмертный, Долбоносов, Княжев, Призетко (Боровской, 85), Талалаев, Ковардаев |           |           |                        |                                                                       |